# Calisson
Els calissons són uns dolços tradicionals francesos que consisteixen en una pasta homogènia de color groc clar feta de fruita confitada (en especial, melons i taronges) i ametlles moltes amb una capa final de glassa reial. Els calissons tenen la textura del massapà, però amb un gust més afruitat que recorda molt el del meló. Normalment, els calissons tenen forma d'ametlla i fan uns cinc centímetres aproximadament. Tradicionalment, estan associats amb la ciutat d'Ais de Provença (França) i, per tant, gran part de la producció de calissons prové de la regió de la Provença.

## Història
La seva etimologia més probable, establerta pel sociolingüista especialitzat en provençal Philippe Blanchet l'any 1998, és que el provençal calissoun està format a partir de “calze” i del diminutiu “-oun”, o “calze petit”. Petit en grandària i petit en valor sagrat. La paraula "calze", de fet, en provençal com en francès (tenim la forma "calitz" de l'antiga langue d'oc), designava primer la copa sagrada de l'Eucaristia, i per extensió la mateixa comunió. Ara la comunió és vi i l'hostia, repartida en una copa. I el calisson és, ritualment, una mena d'amfitrió.
Segons una llegenda popular, la introducció dels calissons a la Provença es troba documentada a la meitat del segle xv, al segon casament del rei Renat I d'Anjou. No obstant, altres fonts asseguren que no va aparèixer en la seva forma moderna fins al segle XVI donat que va ser l'època on les ametlles van esdevenir un cultiu típic d'Ais de Provença.